# 香野百合子
香野 百合子（こうの ゆりこ、1951年4月22日 - ）は、日本の女優。本名は澤岡百合子。旧姓名は田尻百合子。旧芸名は吉田ゆり。
東京都世田谷区出身。桐朋学園短期大学卒業。劇団俳優座に所属していた。
身長159cm。

## 来歴・人物
1968年、高校2年生の時に芸名は吉田 ゆりでテレビドラマ『ウルトラセブン』第37話「盗まれたウルトラ・アイ」のマゼラン星人マヤ役でデビュー。短大卒業後、1973年に劇団俳優座へ入団し、香野 百合子に改名した。
ポーラテレビ小説『文子とはつ』の井川文子役で主演、NHK大河ドラマ『獅子の時代』やNHK新大型時代劇『真田太平記』などのテレビドラマ・時代劇に出演したほか、映画・演劇と幅広く活躍している。
『太陽にほえろ!』では、小野寺昭が演じた殿下の三人目の恋人・三好恵子を演じた。視聴者から「殿下と恵子を結婚させないで」とファンからの手紙や電話が殺到したが、計6回続いた恋愛劇は「あるシリーズ」と呼ばれ人気を博し、ビデオ化の際に「もう一度見たい」という圧倒的なリクエストが寄せられ、「殿下純愛編」として発売された。殿下の結婚反対の投書には、脅迫状まがいのものから、香野宛の封筒にカミソリが入れてあったり、クラスメイトなど200人の署名を集めたノート、学校の昼休みにグループで電話をかけてきて泣きわめいたものもあった。
特技はスキー。趣味は散歩。

## 出演作品

### テレビドラマ
- ウルトラセブン 第37話「盗まれたウルトラ・アイ」（1968年、TBS / 円谷プロ） - マゼラン星人マヤ ※吉田ゆり名義
- 座頭市物語 第24話「信濃路に春は近い」（1975年、CX） - お美津
- 長崎犯科帳 第15話「花嫁替玉大作戦」（1975年、NTV） - 田島菊枝
- 水戸黄門 （TBS / C.A.L）
  - 第6部
    - 第6話「あかね雲-山鹿-」（1975年5月5日） - おゆき
    - 第29話「黄門さまの頑固くらべ -木更津-」（1975年10月13日） - お延

- 新・座頭市 第1シリーズ 第8話「雨の女郎花」（1976年、CX） - 友江
- 桃太郎侍（NTV）
  - 第14話「祭囃子に咲いた恋」（1977年） - お菊
  - 第100話「江戸に灯りの戻る夜」（1978年） - お久
- ご存知!女ねずみ小僧 第14話「女が着物に賭けるとき」（1977年、CX / C.A.L） - 小百合
- ポーラテレビ小説（TBS）
  - 文子とはつ （1977年 - 1978年） - 主演・井川文子
  - 女・かけこみ寺 （1982年） - おゆき
- 太陽にほえろ!（NTV） - 三好恵子
  - 第299話「ある出逢い」（1978年）
  - 第306話「ある決意」（1978年）
  - 第311話「ある運命」（1978年）
  - 第316話「ある人生」（1978年）
  - 第335話「ある結末」（1978年）
  - 第414話「島刑事よ、永遠に」（1980年）
  - 第425話「愛の詩-島刑事に捧ぐ」（1980年）
  - 第665話「殉職刑事たちよ、やすらかに」（1985年）
- 江戸の渦潮 第15話「悲しみは愛の祈りを」（1978年、CX）
- 明日の刑事 第66話「熱中先生が殺された」（1979年、TBS） - 中原葉子
- 大空港 第33話「血と炎の女」（1979年、CX） - 麻田洋子
- 江戸の激斗 第3話「鉄砲道の決斗」（1979年、CX） - お甲
- 花王 愛の劇場（TBS）
  - 母子草（1979年）
  - めだかの歌（1983年）
- 土曜ワイド劇場 / 幽霊シリーズ 第4作「迷探偵コンビは死なず! 幽霊湖の花嫁」（1979年、ABC） - 平松百合
- そば屋梅吉捕物帳 第11話「血を誘う能面の女」（1979年、12ch / 国際放映） - おのぶ
- 大河ドラマ (NHK)
  - 獅子の時代 （1980年） - 平沼玲
  - 八代将軍吉宗 （1995年） - 清姫
  - 八重の桜 （2013年） - 新島登美
- 新五捕物帳 第113話「鈴哀し夢の故郷」（1980年、NTV） - おせん
- Gメン'75 第287話「手術台の上の悪魔」（1980年、TBS） - 池谷やすえ
- 銭形平次 第745話「謎の南蛮かるた」（1980年、CX） - おいと
- 幻之介世直し帖 第10話「狙われた愛の肖像」（1981年、NTV）
- 同心暁蘭之介 第13話「姑ごろし」（1982年、CX）
- ザ・サスペンス「消えたスクールバス 園児集団蒸発「それは夏祭りから始まった」（1982年7月24日、TBS）
- 時代劇スペシャル（CX）
  - はぐれ狼（1982年） - おみつ
  - 無明剣走る（1983年） - 小絹
- 御宿かわせみ 第2シリーズ 第12話「迷子石」（1982年、NHK） - おきよ
- 右門捕物帖 第27話「戻り橋の女」（1983年、NTV）
- 暴れん坊将軍II 第130話「鬼を背負った押しかけ亭主!」（1983年、ANB） - おふく
- 連続テレビ小説 / おしん（1983年 - 1984年、NHK） - 佐和
- 遠山の金さん（ANB）
  - 第64話「怨霊屋敷・女のしのび泣き!」（1983年） - お新
  - 第137話「女子連れ旅 人の情けはいりませぬ!」（1985年） - お甲
- 大奥 第48話「悲恋の皇女和宮」・第49話「江戸城のおさな妻」（1984年、KTV） - 浦山
- 風にむかってマイウェイ（1984年、TBS） - 佐久間満子
- ニュードキュメンタリードラマ昭和 松本清張事件にせまる 第4回「人間失格 太宰治」（1984年、ANB） - 山崎富栄
- 真田太平記 （1985年 - 1986年、NHK） - 久野
- 大岡越前（TBS / C.A.L）
  - 第9部 第26話「吉宗暗殺仇討ちの陰謀」（1986年4月21日） - 勢津
  - 第14部 第4話「白洲で暴く恨みの謎」（1996年7月8日） - お文
- 銭形平次 第21話「艶妻伝」（1987年、NTV）
- 火曜サスペンス劇場 / 京都・女性記者シリーズ 第1作「京都近江殺人街道」（1994年、NTV） - 吉田初美
- 炎の奉行 大岡越前守 （1997年、TX） - りく
- 月曜ドラマスペシャル / 婦人捜査官 小森友子・少女Aの犯罪 （1998年5月18日、TBS） - 山野英子
- しくじり鏡三郎 （1999年、NHK）
- 陽炎の辻〜居眠り磐音 江戸双紙〜（2007年、NHK） - 坂崎照埜

### 映画
- 皇帝のいない八月 （1978年、松竹） - 石森千秋
- アゲインスト むかい風 （1981年11月28日、東映セントラル） - 梅原清子
- スパルタの海（1983年制作、2011年公開）-　戸塚幸子
- Wの悲劇 （1984年12月15日、東映） - 小谷光枝
- 復活の朝 （1992年11月21日、松竹） - 加東久枝
- 草刈り十字軍 （1997年7月4日、リエゾン・ピューロー） - 足立原よし子

### 演劇
俳優座
- ロミオとジュリエット (1981年)
- 心 -わが愛- (1986年)
- 門 -わが愛- (1997年)
- チェーホフ家の人々 (1998年)
- 伊能忠敬物語 (1999年)
- 舞姫 〜鷗外の恋〜 (2002年)
- きょうの雨 あしたの風 (2002年)
- しまいこんでいた歌 (2003年)
- ある馬の物語 (2011年)
- 気骨の判決（2013年）

外部出演
- マリヤの首
- ワーニャ伯父さん
- どん底
- 舞姫 〜エリーゼのために〜
- なよたけ (1981年)
- 頭痛肩こり樋口一葉 (1984年)
- ハムレット
- 鉄道員 (2000年)

### 吹き替え
- 風と共に去りぬ（メラニー・ハミルトン役）※日本テレビ新録版
- シャーロック・ホームズの冒険 (テレビドラマ) ＃18「修道院屋敷」（メアリー役）
- 名探偵ポワロ・葬儀を終えて（ヘレン役）
- エデンの東   （アブラ役）
- 終わりよければすべてよし（ヘレナ役）『NHKシェークスピア劇場』版
- 1492 コロンブス（ベアトリクス役（アンヘラ・モリーナ）） ※日本テレビ版